# Çahar
Çahar är en ort i Azerbajdzjan.   Den ligger i distriktet İmişli Rayonu, i den centrala delen av landet, 170 km väster om huvudstaden Baku. Antalet invånare är 1 156.
Terrängen runt Çahar är mycket platt. Närmaste större samhälle är Imishli, 6,8 km norr om Çahar. 
Trakten runt Çahar består till största delen av jordbruksmark. Runt Çahar är det ganska tätbefolkat, med 58 invånare per kvadratkilometer.